# Pseudostegias setoensis
Pseudostegias setoensis är en kräftdjursart som beskrevs av Sueo M. Shiino 1933. Pseudostegias setoensis ingår i släktet Pseudostegias och familjen Bopyridae. Inga underarter finns listade i Catalogue of Life.